# Lobelia inconspicua
Lobelia inconspicua är en klockväxtart som beskrevs av Achille Richard. Lobelia inconspicua ingår i släktet lobelior, och familjen klockväxter. Inga underarter finns listade i Catalogue of Life.